# Id Tech 3
Az id Tech 3 az id Software által kifejlesztett videójáték-motor, amelyet játékaikhoz használtak (mint például a híres Quake III Arena-hoz vagy a Quake III: Team Arena-hoz), továbbá az id Tech-sorozat harmadik része. A motor fénykorában az Unreal-motorral versengett és mindkettőt rengeteg játékhoz licencelték.
Az id Tech 3 egy jelentős előrelépés a Quake-motor és az id Tech 2 után. Habár az id Tech 3 az id Tech 2 után következett, mégis jó pár részét újra kellett írni, de helyet kapott rengeteg új kód is. Az id tech 3 után az id Tech 4 következett, amelyben már még kevesebb részt lehetett találni az id Tech 3-ből.
A 2005-ös QuakeCon-on John Carmack bejelentette, hogy kiadják a Quake III Arena forráskódját GNU General Public License alatt. A bejelentés után 2005. augusztus 19-étől elérhetővé vált a játék forráskódja az id oldalán.

## A motort használó játékok

### GPL forráskódot használók
- Space Trader
- Smokin' Guns
- Urban Terror
- Tremulous – Nyílt forráskódú sci-fi videójáték ioquake3-vel.

### Tulajdonosi licencet használók
id Tech 3
- Quake III Arena (1999) – id Software
  - Quake III: Team Arena (2000) – id Software
- Star Trek: Voyager – Elite Force (2000) – Raven Software
  - Star Trek: Voyager – Elite Force – Expansion Pack (2001) – Raven Software
- Return to Castle Wolfenstein (2001) – Gray Matter Interactive (egyjátékos mód) / Nerve Software (többjátékos mód)
- Soldier of Fortune II: Double Helix (2002) – Raven Software
- Star Wars Jedi Knight II: Jedi Outcast (2002) – Raven Software
- Star Wars Jedi Knight: Jedi Academy (2003) – Raven Software
- Wolfenstein: Enemy Territory (2003) – Splash Damage
- Call of Duty (2003) – Infinity Ward
  - Call of Duty: United Offensive (2004) – Gray Matter Interactive
  - Call of Duty Classic (2009) – Infinity Ward
- Severity (Canceled) – Cyberathlete Professional League
- Iron Grip: Warlord (2008) – Isotx
- Dark Salvation (2009) - Mangled Eye Studios
- Quake Live (2010) - id Software

id Tech 3 ÜberTools-szal
- Heavy Metal: F.A.K.K.² (2000) – Ritual Entertainment
- American McGee's Alice (2000) – Rogue Entertainment
- 007: Agent Under Fire (2001) – EA Redwood Shores
- Medal of Honor: Allied Assault (2002) – 2015, Inc.
  - Medal of Honor: Allied Assault – Spearhead (2003) – EA Los Angeles
  - Medal of Honor: Allied Assault – Breakthrough (2003) – TKO Software
- Star Trek: Elite Force II (2003) – Ritual Entertainment
- 007: Everything or Nothing (2004) – EA Redwood Shores